# 纳斯鲁拉甘杰
纳斯鲁拉甘杰（Nasrullaganj），是印度中央邦Sehore县的一个城镇。总人口17240（2001年）。

## 人口
该地2001年总人口17240人，其中男性9271人，女性7969人；0—6岁人口2542人，其中男1415人，女1127人；识字率66.11%，其中男性为73.82%，女性为57.13%。